# Nebbiolo

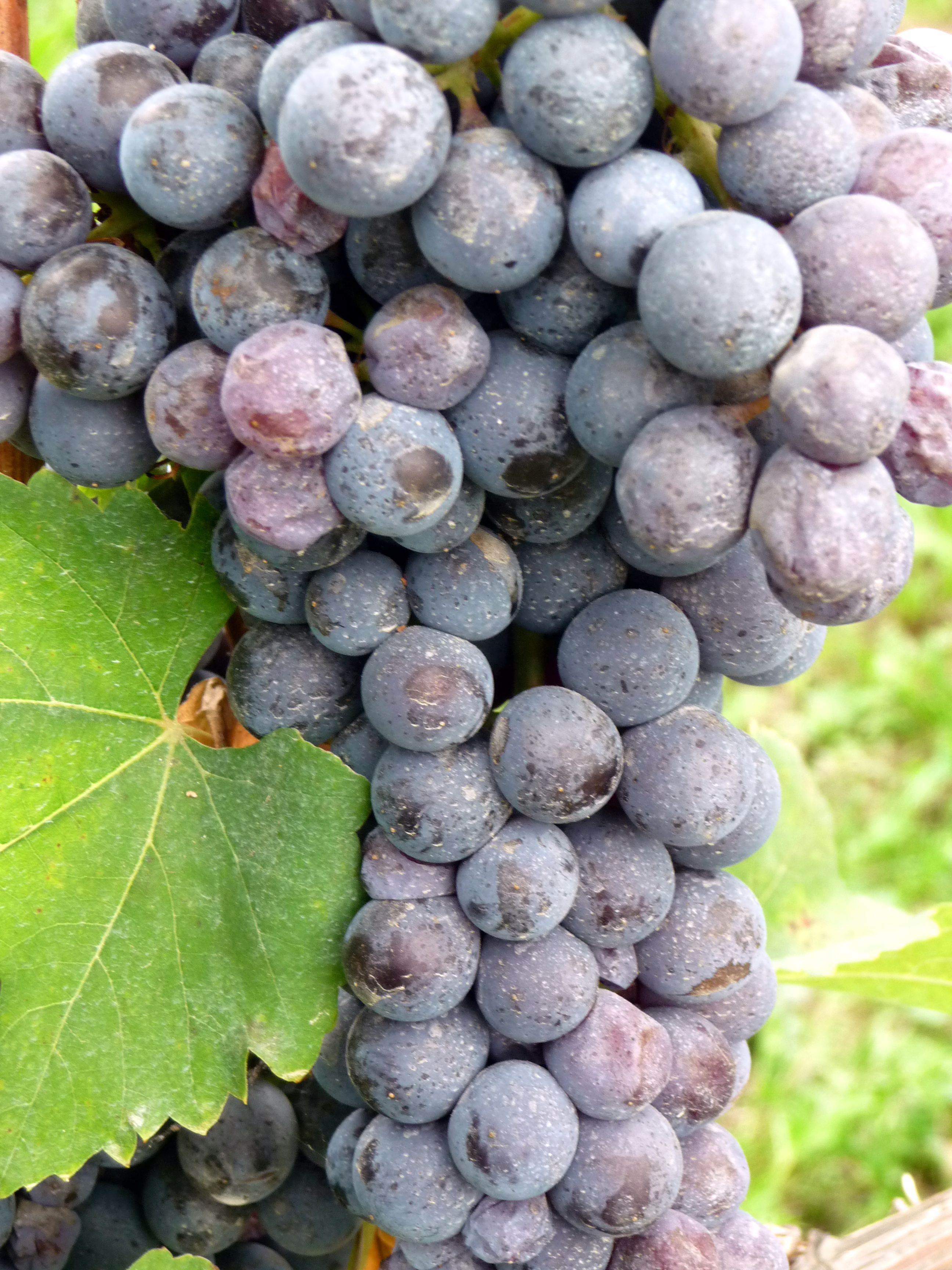
Kiść nebbiolo

Nebbiolo – odmiana uprawna winorośli właściwej (Vitis vinifera) o ciemnej skórce, pochodząca z północnych Włoch, uprawiana obecnie przede wszystkim w Piemoncie.

## Pochodzenie i geneza nazwy
Współczesna ampelografia uważa, że szczep 'Nebbiolo' został wyhodowany na terenie Piemontu, choć badania DNA mogą wskazywać również na Lombardię jako miejsce pochodzenia kultywaru. Nazwa pochodzi od piemonckiego nebbia (mgła). Podczas następujących w październiku zbiorów winnice Piemontu (zwłaszcza w rejonie Langhe) często okryte są gęstą mgłą. Alternatywna wersja etymologii wywodzi nazwę szczepu od zniekształconego włoskiego nobile (szlachetny). Wspomniane badania DNA wskazały na bliskie pokrewieństwo genetyczne pomiędzy 'Nebbiolo' a białym szczepem viognier. 'Nebbiolo' było także odmianą rodzicielską dla szeregu włoskich szczepów czerwonych: freisa, bubbierasco, nebbiolo rosé, vespolina, negrera i rossola nera.

## Historia
Pliniusz Starszy w Historii naturalnej wspomina o znakomitej jakości winach z Pollenzo. Jakkolwiek autor nie identyfikuje szczepu, to jednak charakterystyka win zbliżona jest do późniejszych opisów win produkowanych ze szczepu nebbiolo. Także i samo Pollenzo leży w pobliżu obecnego obszaru uprawy tego kultywaru.
Pierwsza wzmianka, która wymienia szczep rosnący w pobliżu Rivoli z nazwy (jako nibiol) pochodzi z 1266 (wielokrotnie podawany 1268 został obalony). Inne wczesne wersje zapisu nazwy to nubiola względnie nebiolo. Szczep ten wspomina (i chwali) włoski prawnik Pietro Crescenzi, autor pracy Ruralia Commoda z 1305 roku. Piętnastowieczne statuty piemonckie przewidywały srogie kary za karczowanie krzewów tego szczepu.
Wina produkowane z tego szczepu pozostawały stosunkowo nieznane aż do końca XVIII wieku, kiedy to angielscy kupcy zainteresowali się potencjalnymi alternatywami dla trudnych do pozyskania z uwagi na ówczesne konflikty angielsko-francuskie winami z Bordeaux. Kłopoty z transportem i szybkie wpadnięcie Piemontu w orbitę francuskich wpływów spowodowało, że wyścig o miejsce na angielskich stołach wygrały łatwiej dostępne sherry i porto.
Uprawa 'Nebbiolo' załamała się w drugiej połowie XIX wieku pod wpływem inwazji filoksery. Po opanowaniu epidemii (poprzez wprowadzenie szczepienia na odpornych podkładkach) zastępowano nebbiolo innymi szczepami, głównie barbera.

## Charakterystyka win
Szczep znajduje zastosowanie w produkcji bardzo aromatycznych win czerwonych o jasnej barwie i wysokiej zawartości tanin. Wina zazwyczaj wymagają długiego okresu dojrzewania, niezbędnego dla złagodzenia smaku.

## Klony i synonimy
Podobnie jak pinot noir, 'Nebbiolo' jest szczepem mało stabilnym genetycznie i podatnym na mutacje. Znane jest około 40 klonów 'Nebbiolo', z czego najbardziej popularne są trzy – Lampia, Michet i Bolla. Najpopularniejszym klonem jest Lampia. Michet jest efektem porażenia krzewów nebbiolo wirusem GFLV ma ograniczone plony i wzrost. Bolla cieszył się kiedyś dużą popularnością, ale jest coraz rzadziej spotykany. Nebbiolo rosé okazał się odrębny genetycznie i jest traktowany jako osobny szczep.
W północnej Lombardii 'Nebbiolo' znane jest pod nazwą chiavennasca, od miasta Chiavenna, w Dolinie Aosty zaś jako picotendro lub picoutener. W niektórych rejonach Piemontu używana jest nazwa spanna.

## Warunki uprawy
'Nebbiolo' jest szczepem o długim okresie wegetacji - jako jeden z pierwszych kultywarów rozwija pąki, a dojrzewa po połowie października, jako jeden z ostatnich. Z tego względu bywa sadzony na najkorzystniejszych klimatycznie częściach winnic, na stanowiskach osłoniętych od wiatru a jednocześnie silnie nasłonecznionych. Szczep, zwłaszcza w warunkach deszczowego końca maja i czerwca ma tendencje do tworzenia luźnych gron, o nierównomiernej wielkości owocach (fr. millerandage). 'Nebbiolo' bardzo źle znosi również deszczową jesień. Najlepiej udaje się w lata ciepłe i suche, kiedy rośliny mogą wytworzyć dostateczną ilość cukrów w gronach dla zbalansowania wysokiej kwasowości i wysokiego stężenia tanin.
Nebbiolo rośnie najlepiej na podglebiu wapienno marglowym, choć udaje się również na glebach piaszczystych, porfirowych, granitowych i łupkowych.

## Rejony uprawy

### Piemont
W swojej ojczyźnie szczep wchodzi w skład win produkowanych we wielu apelacjach DOC i DOCG. Najbardziej znane z nich to Barolo, Barbaresco, Gattinara, Carema, Ghemme i Roero. Obecnie szczep uprawia się na około 3% powierzchni winnic Piemontu, czyli około 5000 ha.

### Inne regiony Włoch
Niewielkie ilości 'Nebbiolo' uprawia się w Lombardii (apelacja DOC Valtellina wymaga min. 90% nebbiolo dla win czerwonych) i Dolinie Aosty (apelacja DOC Carema).

### Austria
W rejonie Mittelburgenland istniały na przełomie XX i XXI wieku eksperymentalne nasadzenia nebbiolo.

### Nowy Świat
Szczep trafił do Stanów Zjednoczonych wraz z włoskimi imigrantami w XIX wieku, lecz został wyparty przez merlota i cabernet sauvignon. Obecnie uprawiany jest na niedużą skalę w stanie Waszyngton i Dolinie Kalifornijskiej (61 ha), a także w kilku innych stanach. Trwają próby znalezienia odpowiednich siedlisk dla nebbiolo w Australii (nasadzenia od lat 80. XX wieku, pierwsze wina w 1990). W 2008 w Australii było 106 ha obsadzonych nebbiolo.